# Włodzisław Sanocki
Włodzisław Zeidler (Sanocki) (ur. 1937) – polski psycholog, doktor habilitowany nauk społecznych.

## Życiorys
W 1964 r. ukończył studia psychologiczne na Uniwersytecie im. Adama Mickiewicza w Poznaniu, w 1970 r. obronił pracę doktorską pt. Osobowościowe determinanty przystosowania do warunków więziennych pod opieką Bolesława Hornowskiego, w 1978 r. habilitował się.
Pracował w Wyższej Szkole Finansów i Zarządzania w Warszawie, na Uniwersytecie Kazimierza Wielkiego w Bydgoszczy, oraz na Uniwersytecie Szczecińskim.